# Вѣстник краєвого Правительства длѧ оуправительствєнной области Намѣстничества во Львовѣ
Вѣстник краєвого Правительства длѧ оуправительствєнной области Намѣстничества во Львовѣ (нім. Landes-Regierungsblatt für das Verwaltungsgebiet der Statthalterei in Lemberg) — львівський часопис, що містив виклад законів, розпоряджень і оповіщень австрійського уряду. Виходив у 1854–1857 роках.

## Основні дані
Вийшли числа:
- 1854 — Отд. I-II часть 1-49
- 1855 — Отд. I часть 1-11, Отд. II часть 1-4
- 1856 — Отд. I часть 9-14, Отд. II часть 1-5
- 1857 — Отд. I часть 1-19, Отд. II часть 1-8

Формат: 27,5 × 20 см.
Друк: Галицька скарбово-державна типографія, Львів.

## Зміст
Публікував закони й розпорядження уряду німецькою мовою (кириличним шрифтом).
Його попередниками та наступниками були урядові часописи таких років:
- 1849—1853 — Всеобщій дневникъ земскихъ законовъ и Правительства длѧ коронной области Галиціи и Володимеріи съ Кнѧжествами Освѣцимскимъ и Заторскимъ и съ Великимъ Кнѧжествомъ Краковскимъ;
- 1853—1854 — Вѣстник краєвого Правительства длѧ коронной области Галиціи и Володомеріи съ Кнѧжествами Освѣцимскимъ и Заторскимъ и съ Великимъ Княѧжествомъ Краковскимъ;
- 1858—1859 — Вѣстникъ рѧду краєвого длѧ области адмїнїстрацїйнои Намѣстництва въ Львовѣ
- 1860 — Роспорѧженѧ краєвыхъ оурѧдовъ длѧ Королевства Галиціи и длѧ Буковины;
- 1861 — Дневникъ оуставъ Паньства Королевства Галиціи и Великого Княжества Краковского;